# Via dell’Abbondanza
Via dell'Abbondanza (česky Ulice hojnosti) je ulice antického města Pompeje. Jde o nejdelší a nejfrekventovanější z pompejských městských komunikací. Za své pojmenování ulice vděčí reliéfu na sloupu travertinové fontány v blízkosti hlavního fóra, na kterém je zobrazena bohyně, alegorické božstvo v podobě mladé ženy s tzv. rohem hojnosti na svém levém rameni.

## Poloha
Via dell'Abbondanza svojí geografickou polohou představovala spodní (také větší) Decumanus (Decumanus maximus), tj. podélnou tepnu; termínem decumani byly označovány dvě horizontální ulice, které spolu se dvěma příčnými svislými ulicemi označovanými Cardini, rozdělovaly město na správní oblasti) a vede napříč celým městem ve východo-západním směru. Vyúsťuje v jihovýchodní části hlavního fóra a končí u městských hradeb v Sarnské bráně (Porta Sarno).

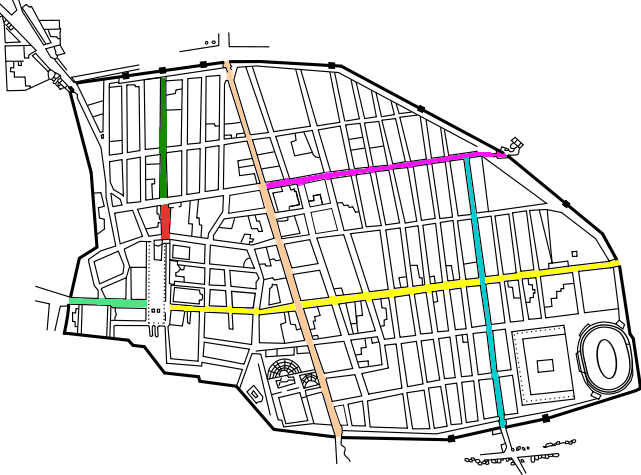
Plán Pompejí s vyznačením hlavních ulic; žlutou barvou je vyznačena Via dell'Abbondanza.

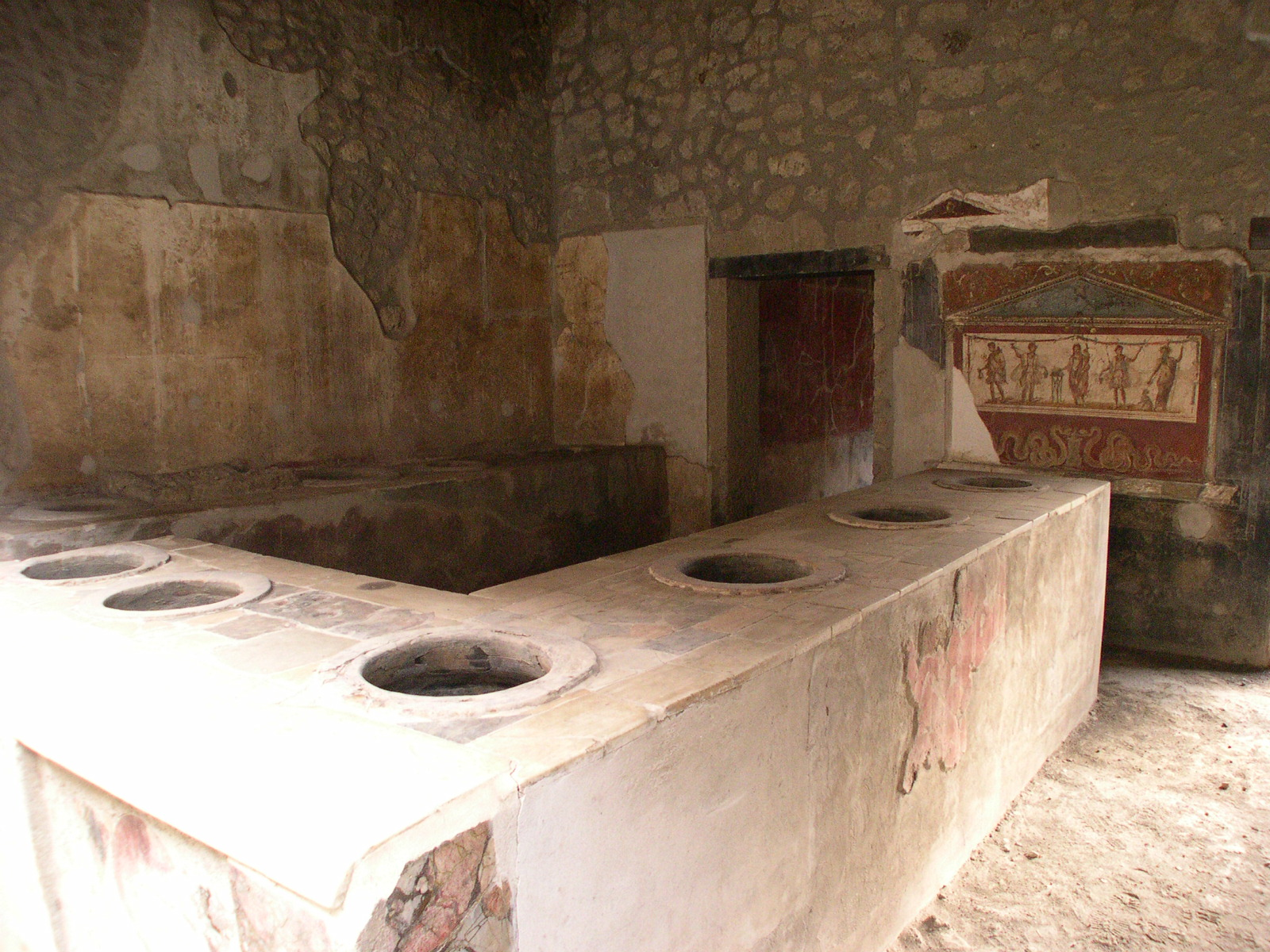
Interiér jednoho z thermopolií na Via dell'Abbondanza. Pulty se zapuštěnými nádobami na jídlo a nápoje jsou pokryty barevným mramorem

Z historického i architektonického hlediska se rozděluje na tři části, podle vzhledu, používání a doby výstavby. První část, nejstarší, pocházející ze 6. století př. n. l., začíná u hlavního fóra. Byla určena výhradně chodcům a směrem od fóra klesala. Na ni navazovala druhá část, ze všech úseků nejkratší, která začínala u severního vyústění Divadelní ulice (Via dei Teatro) a končila na křižovatce s další důležitou Pompejskou komunikací – Stabijskou ulicí (Via di Stabia). Rovněž byla určena pouze pro pěší.
Od tohoto rozcestí Via dell'Abbondanza pokračovala na východ až k městským hradbám. Tento úsek, vybudovaný v 3.–2. století př. n. l., byl ze všech nejdelší. Využívali ho jak chodci tak i povozy. Ulice byla na tomto úseku široká kolem čtyř metrů a celá byla dlážděná mohutnými čedičovými bloky. Chodníky byly v některých místech až šedesát centimetrů nad vozovkou, což mělo usnadňovat odvádění vody v době přívalových dešťů. Na místech určených k procházení pěších přes vozovku byly do výšky chodníků položené velké opracované bloky kamenů s rozestupy pro kola povozů. Obrubníky měly na hranách směřujících do vozovky otvory určené na přivazování tažných zvířat.
Na křižovatce ulic Via dell'Abbondanza a Via di Stabia jsou v nejširší části ulice dodnes zřetelné pozůstatky čtyř pilířů, které nesly čtyřboký oblouk. Před každým z pilířů stála čestná socha; jednou z nich byla socha M. Holconia Rufa, vojenského tribuna a duumvira, později vyznamenaného titulem patron města.

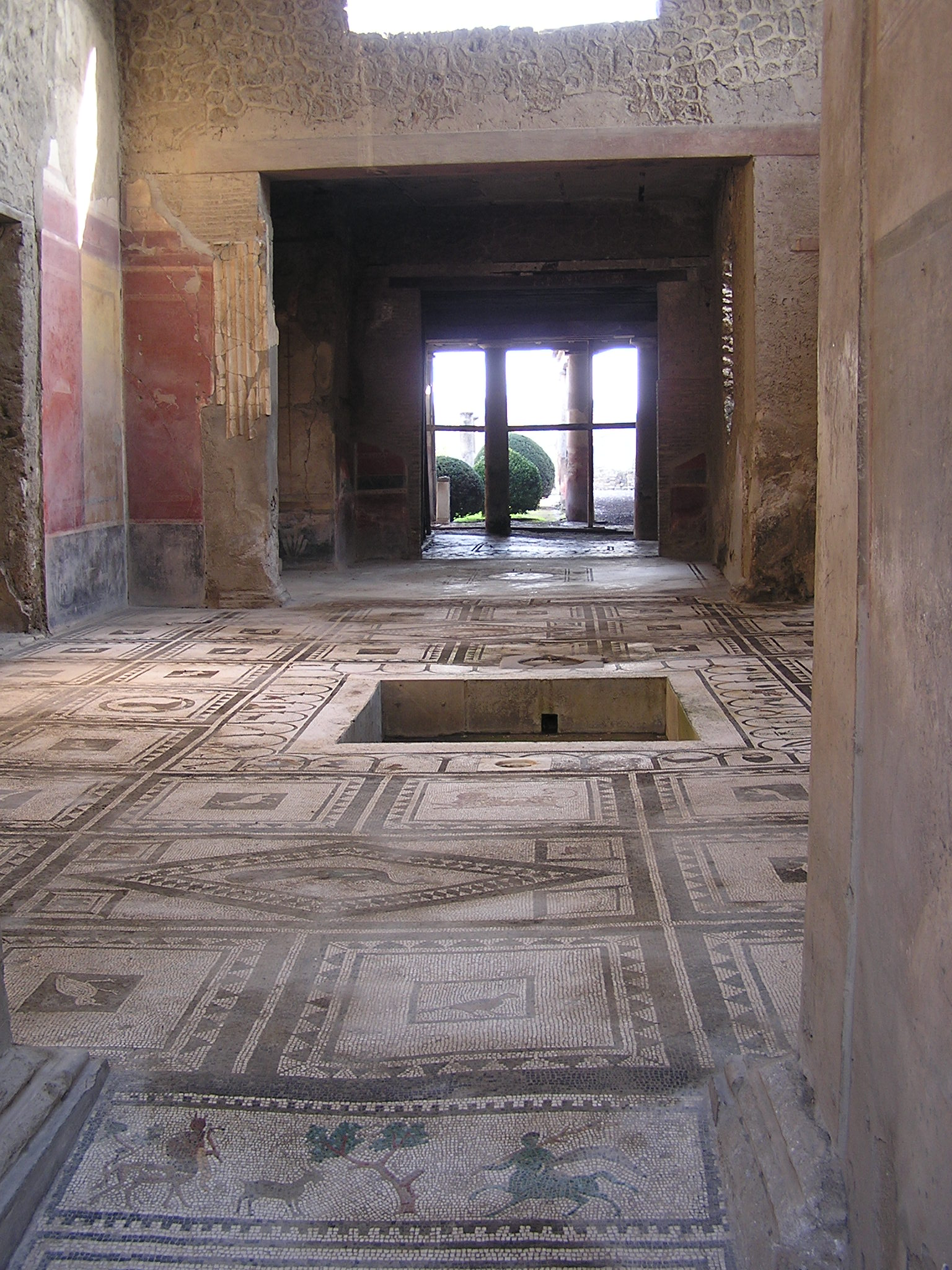
Atrium Domu Paquia Procula

V pravidelných rozestupech, zejména na místech křížení se s jinými ulicemi, stály veřejné fontány, zásobované vodou přiváděnou akvaduktem.
Via dell'Abbondanza během celé existence města byla živou tepnou a neustále na ní pulzoval čilý ruch. Ulici lemovaly obchody, vybavení pro pohoštění kolemjdoucích, herny a četné soukromé domy. Vchody soukromých domů zápasily o místo s honosnými průčelími obchodů a řemeslnických dílen. Budovy, většinou dvoupodlažní, měly pultové střechy a balkony, které zakrývaly téměř celý chodník. Fasády byly zdobeny freskami (s mytologickými či žánrovými scénami) a malovanými nápisy.

## Stavby v ulici

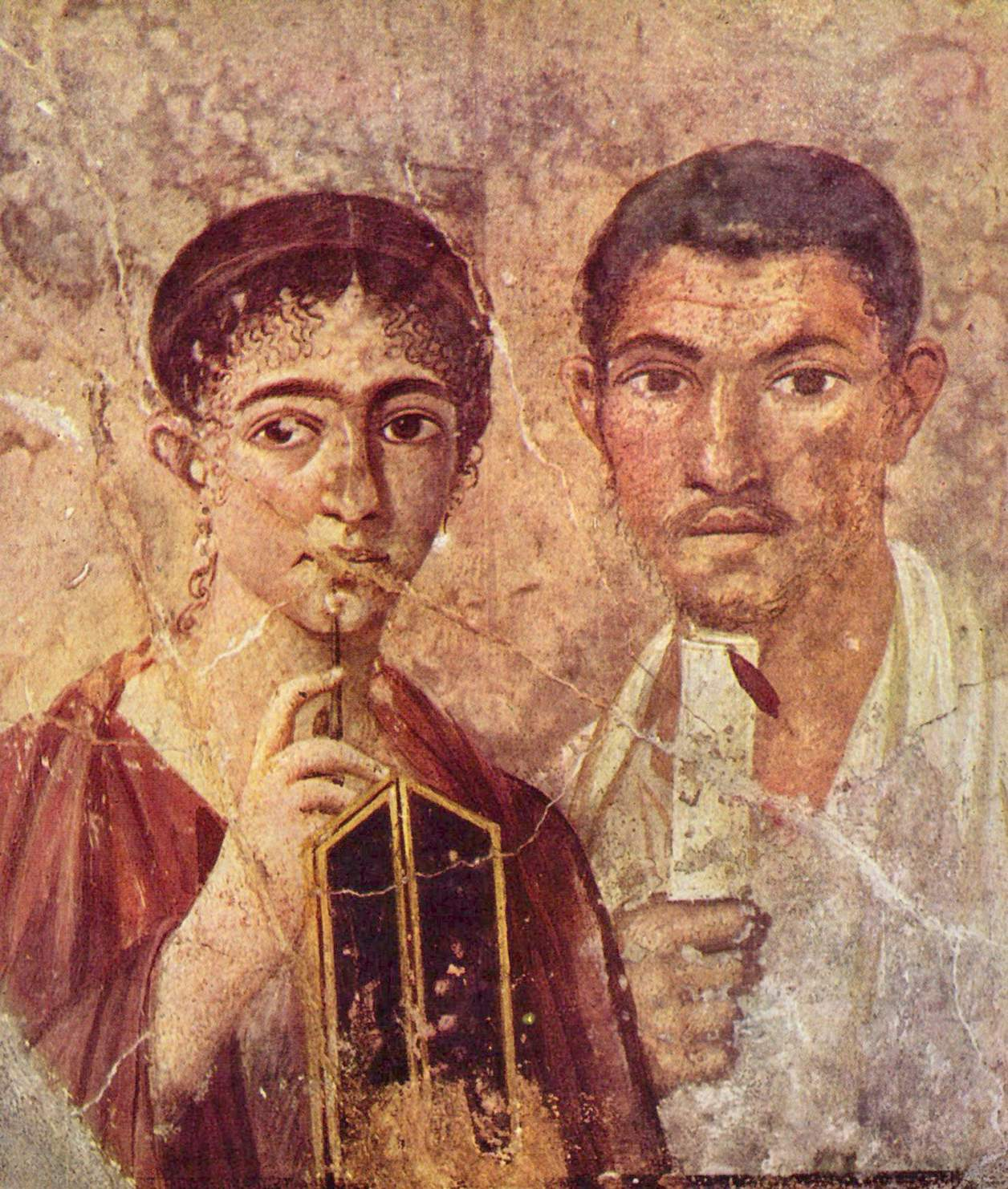
Portrét Paquia Procula a jeho manželky (dnes v Národním archeologickém muzeu v Neapoli) z Domu Paquia Procula. V postavách manželů umělec kladl důraz na intelektuální vzezření páru - muž drží knihu a žena pero s diptychy

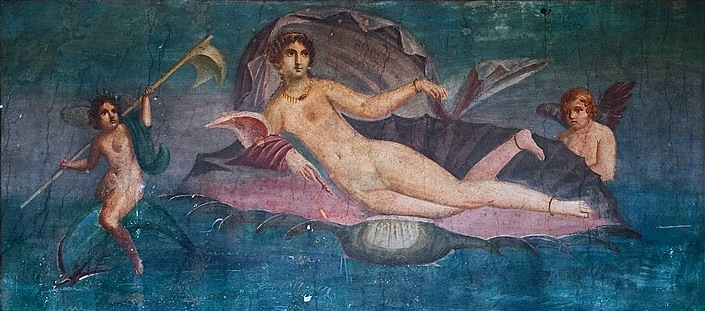
Centrální část zadní stěny peristylu Domu s Venuší v mušli zajímá velká freska s Venuší ležící na boku v růžové mušli, kterou jako loďku táhne delfín vedený cherubínem

Z množství staveb lemujících po obou stranách ulici byly na levé straně (ve směru od hlavního fóra; severní) nejvýznamnějšími: Stabijské lázně, Dům M. Epida Rufa, Polybiův dům a Dům Moralisty, na pravé straně (jižní): Dům Paquia Procula, Dům Loreia Tiburtina, Dům s Venuší v mušli a Dům Iulie Felix.
- Stabijské lázně na křižovatce s ulicí Via di Stabia jsou nejstaršími, ale také nejzachovalejšími lázněmi ve městě. Hlavní vchod z Via dell'Abbondanza vedl do rozsáhlého lichoběžníkového prostoru se sloupořadím.
- Dům, do kterého se vstupovalo přes vysoké pódium, má jedno z nejgrandióznějších atrií v Pompejích. Tvoří ho šestnáct sloupů, vysokých 4,50 metru. Místnosti za atriem obsahovaly malby s mytologickými náměty.
- Dům C. Iulia Polybia je jedním z nejpůsobivějších obydlí na Via dell'Abbondanza, a to jak pro svou velikost, tak díky výtvarným dekoracím a zařízení.
- Dům se zajímavým názvem dostal své pojmenování podle nápisů objevených v jeho interiéru, vybízejících k slušnému chování; zvlášť zaujmou tři pravidla dobrého vychování – "mít čisté nohy a nezašpinit ložní prádlo, respektovat ženy a stranit se vulgárních slov, vyhýbat se hněvu a invektiv".
- Dům se stal známým zajímavou mozaikovou výzdobou podlah se zvířecími motivy. V domě se také našla jedna z nejznámějších fresek antického světa – Portrét Paquia Procula a jeho manželky (dnes v Národním archeologickém muzeu v Neapoli), známá svou mimořádnou zachovalostí.
- Dům Loreia Tiburtina – Název domu, patřícího původně vznešené římské rodině, vznikl spojením dvou jmen, napsaných na jeho fasádě. Šlo o volební agitace, z nichž jedny vyzývaly voliče, aby dali hlas jistému Loreiovi, jiné jakémusi Tiburtinovi. Dům byl za posledního majitele přestavěn na svatyni s uctíváním kultu egyptské bohyně Isis. Dům měl zajímavé architektonické provedení zahrady, jejímž středem vedl zdobený bazén s kaskádami. Bazén ústil do okrasné fontány v podobě malého chrámu, s dvojicí dochovaných maleb po stranách.
- Dům s Venuší v mušli je pojmenován podle velké fresky na jižní stěně peristylové zahrady. Uprostřed stěny umělec představil iluzi velkého otevřeného okna s výhledem na moře, kde právě plave ležíc na boku na růžové mušli, tažené po mořské hladině delfínem Venuše. Bohyně je ozdobena stužkou na čele, náhrdelníkem, náušnicemi a náramky. Interiér domu obsahuje i další hodnotné malby.
- Dům Iulie Felix je jedním z nejvznešenějších a největších obydlí v Pompejích. Výzkumy ukázaly, že vznikl spojením dvou samostatných budov oddělených ulicí. Po spojení ulice zanikla. Prošel zajímavou historií. Objeven byl již v letech 1755–1757. Při vykopávkách byl kompletně vykraden a opět zasypán. K opětovnému objevení přišlo až o téměř sto let později. Název dostal podle nápisu nalezeného u vchodu, na kterém jeho majitelka, Iulia Felix, nabízela dvě části domu – lázně a obchod – na pronájem.